# Métro de Munich
Pour les articles homonymes, voir U1, U2, U3, U4, U5 et U6.
 (janvier 2024).
Si vous disposez d'ouvrages ou d'articles de référence ou si vous connaissez des sites web de qualité traitant du thème abordé ici, merci de compléter l'article en donnant les références utiles à sa vérifiabilité et en les liant à la section « Notes et références ».
Le métro de Munich (U-Bahn München) constitue avec la S-Bahn le cœur du réseau de transports en commun de la capitale de la Bavière (Allemagne). Le métro de Munich a été ouvert en 1971, à l'occasion des Jeux olympiques d'été de 1972 et s'étend sur 100 km avec un ratio de stations par habitant très haut. La densité de son équipement en escaliers roulants et en ascenseurs ainsi que la qualité des correspondances assurées font du métro de Munich l'un des plus conviviaux d'Europe.
Le métro de Munich est exploité par la société de transports publics de Munich, la Münchner Verkehrsgesellschaft (MVG), dans le cadre du Groupement de transports et de tarification (Münchner Verkehrs- und Tarifverbund). Le métro de Munich transporte plus de 360 millions de passagers par an (chiffres au 1er janvier 2010).

## Réseau

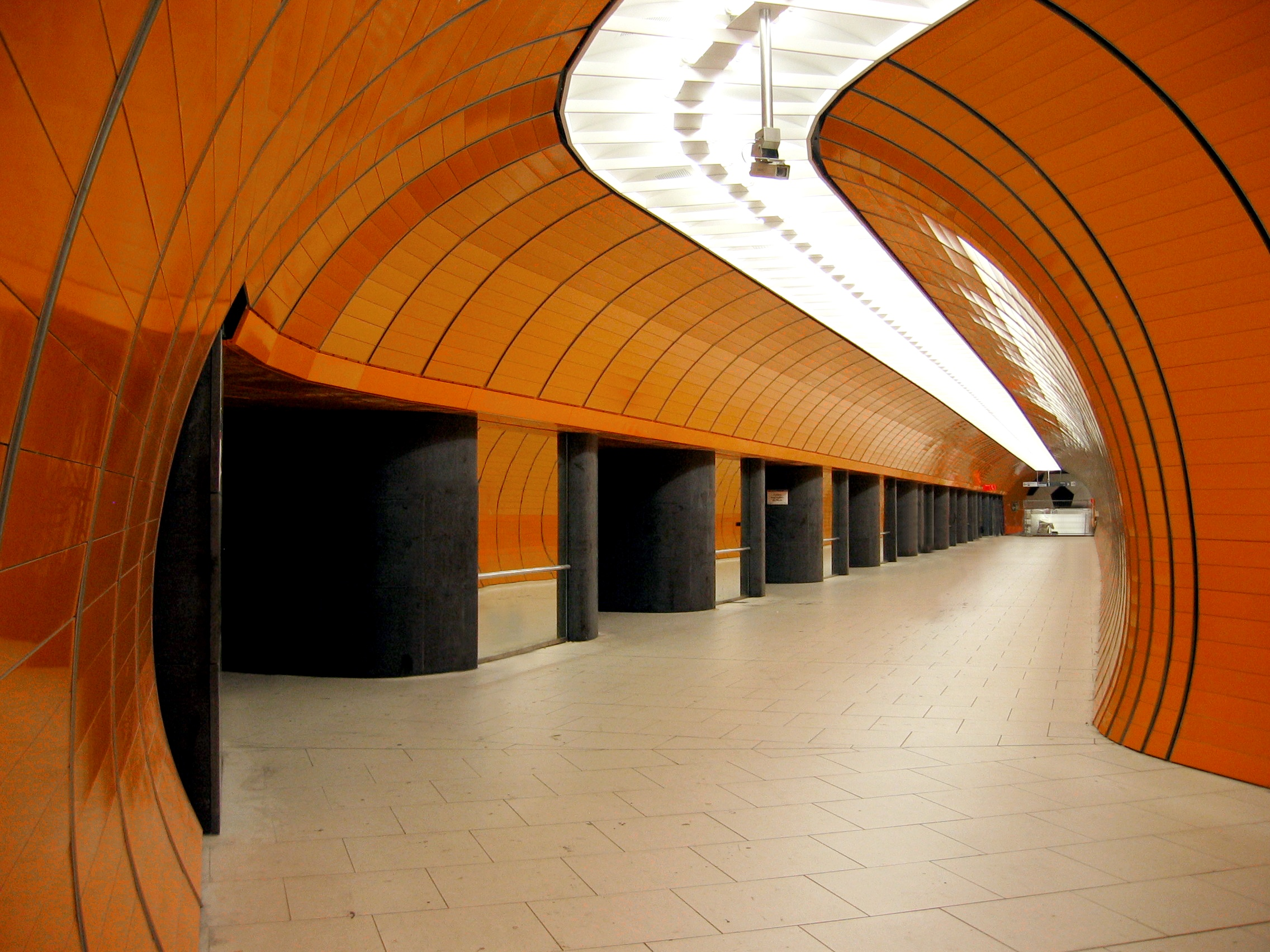
Station de la gare de Marienplatz.

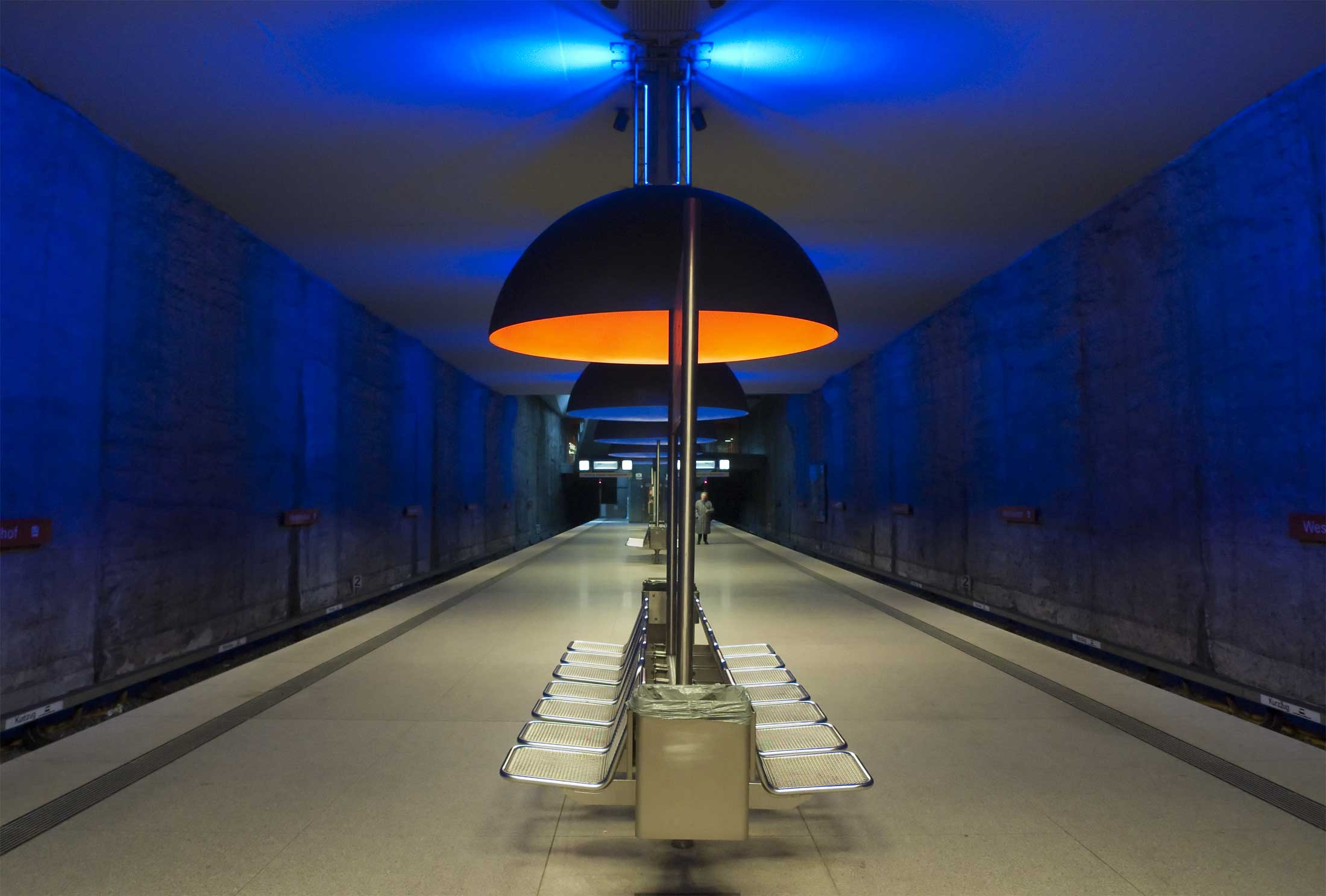
Station de Westfriedhof.

Le réseau du métro de Munich est long de 103 km et comporte 100 stations (en comptant autant de fois qu'il y a de lignes les stations en correspondance).
Les rames atteignent 80 km/h ce qui constitue la plus haute vitesse atteinte sur un réseau allemand.
Sur toutes les lignes, les rames circulent la plupart du temps avec un intervalle de 10 minutes porté à 5 minutes aux heures de pointe. Au début et en fin de service l'intervalle entre 2 rames est porté à 20 minutes ou parfois plus. Du matin au soir la plupart des lignes sont desservies par des rames de 6 voitures. Les lignes U4, U7 & U8 ne sont généralement desservie que par des rames de 4 voitures. Contrairement à d'autres réseaux, le métro est fermé de 1 h à 4 h du matin (2 h à 4 h les nuits du vendredi et du samedi) hormis les nuits de la Saint Sylvestre, du Nouvel An pendant la période du carnaval (Faschingtagen).
Hormis les lignes U5 et à U6, toutes les lignes sont entièrement souterraines : la ligne U5 est en surface à l'extrémité sud à Neuperlach Sud, la ligne U6 dans la section nord à partir de la Cité Universitaire.
La numérotation des lignes ne s'est pas faite dans l'ordre de leur ouverture mais elle est plutôt liée à la numérotation des lignes de tramway qu'elles ont remplacé : ainsi la première ligne ouverte fut la ligne U6 car elle remplaçait la ligne de tramway 6 qui réalisait le même trajet du Nord au Sud de la ville. De plus, le réseau est structuré autour de trois lignes qui se croisent, lesquelles sont divisées systématiquement en deux branches (d'où 6 lignes).

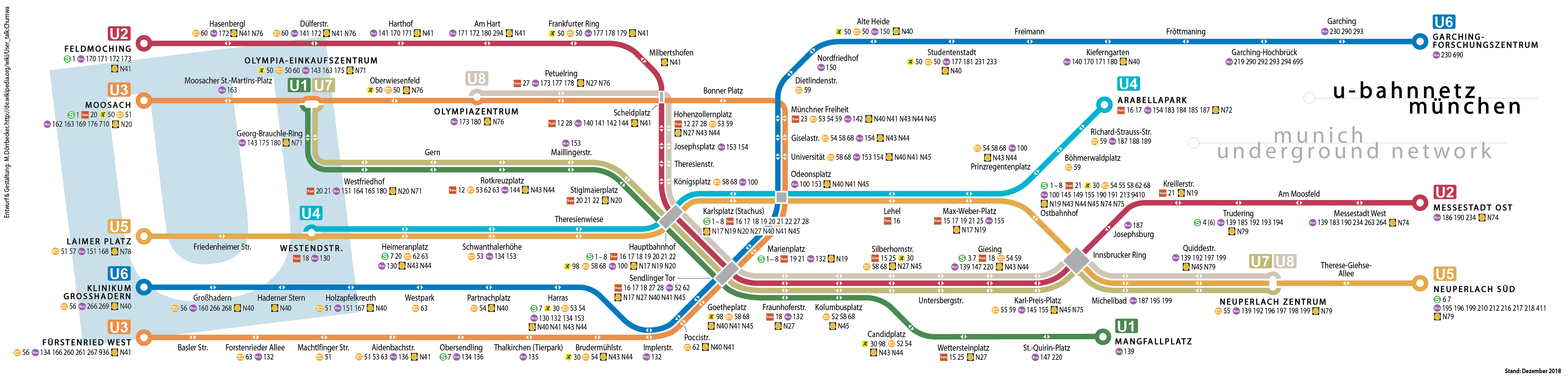
Carte topologique du réseau du métro de Munich, en décembre 2018.

### Lignes en service
Le réseau comporte 6 lignes et deux lignes de renfort, la U7 ne fonctionnant que pendant les heures de pointe et la U8 circule uniquement le samedi après-midi.
| Ligne | Parcours                                         | Mise en service | Dernier prolongement | Longueur en km | Nombre de stations |
| ----- | ------------------------------------------------ | --------------- | -------------------- | -------------- | ------------------ |
|       | Olympia-Einkaufszentrum ↔ Mangfallplatz          | 1983            | 2004                 | 12,185 km      | 15                 |
|       | Feldmoching ↔ Messestadt Ost                     | 1980            | 1999                 | 24,377 km      | 27                 |
|       | Moosach ↔ Fürstenried West                       | 1972            | 2010                 | 21,444 km      | 25                 |
|       | Westendstraße ↔ Arabellapark                     | 1984            | 1988                 | 9,245 km       | 13                 |
|       | Laimer Platz ↔ Neuperlach Süd                    | 1984            | 1988                 | 15,435 km      | 18                 |
|       | Garching-Forschungszentrum ↔ Klinikum Großhadern | 1971            | 2006                 | 27,416 km      | 26                 |
|       | Olympia-Einkaufszentrum ↔ Neuperlach Zentrum     | 2011            | -                    |                | 19                 |
|       | Olympiazentrum ↔ Neuperlach Zentrum              | 2013            | -                    |                | 19                 |

### Stations

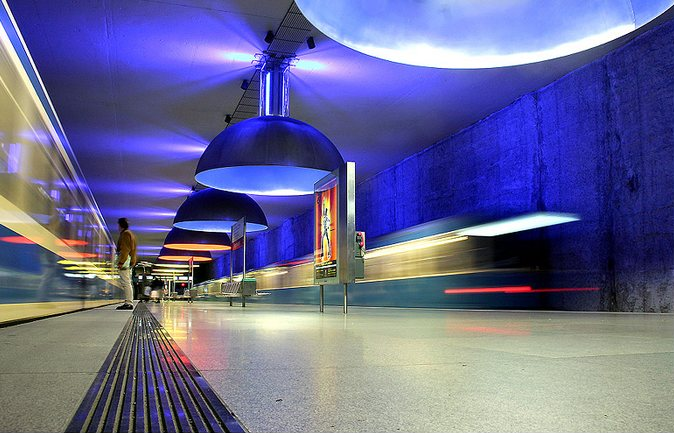
Station Westfriedhof.
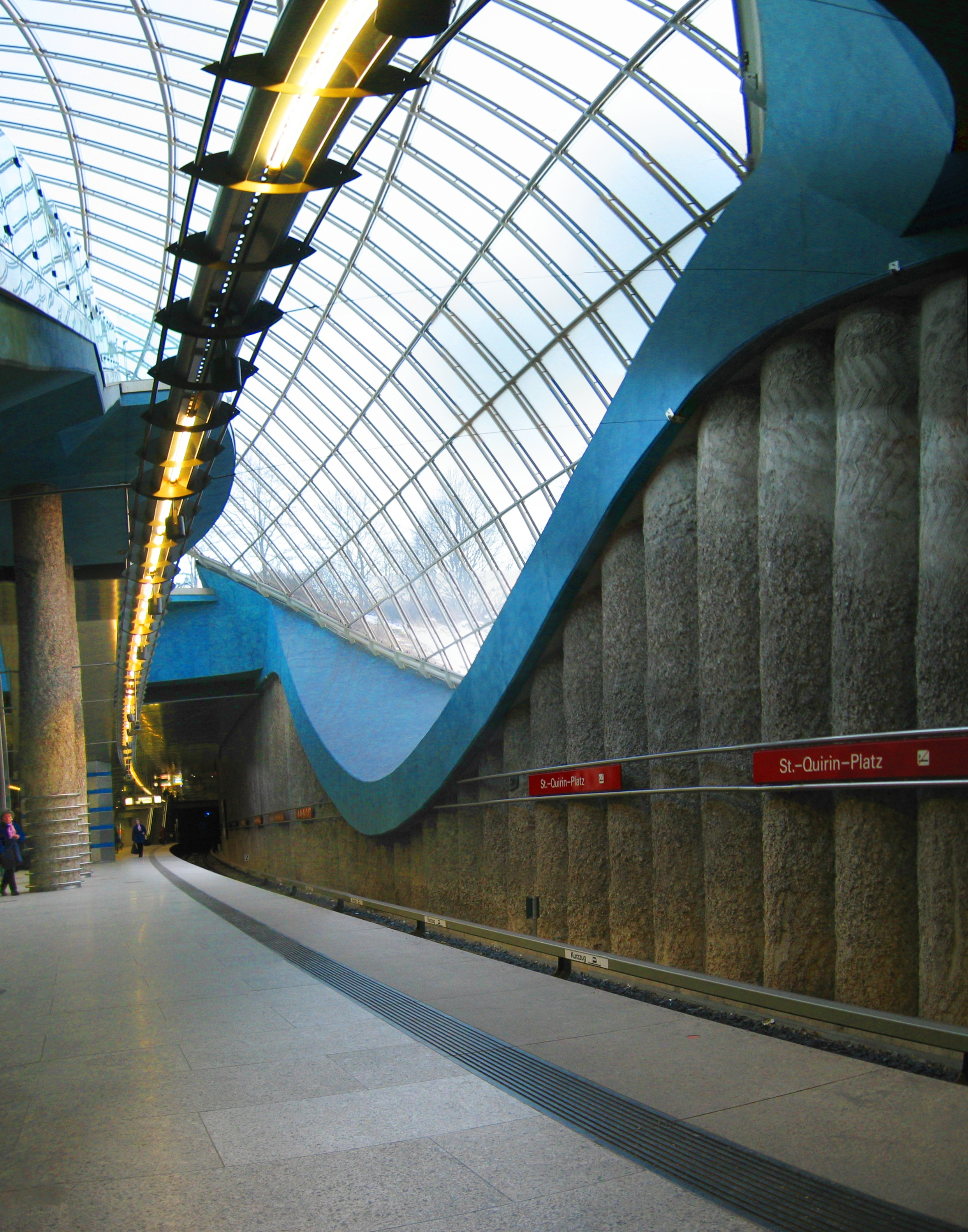
Station de la St.-Quirin-Platz.
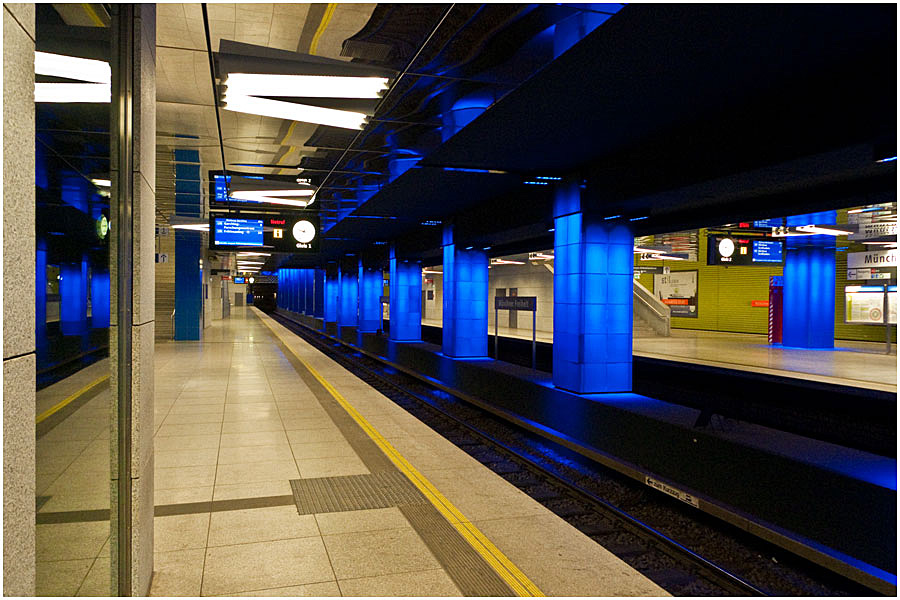
Station de la place Münchner Freiheit.
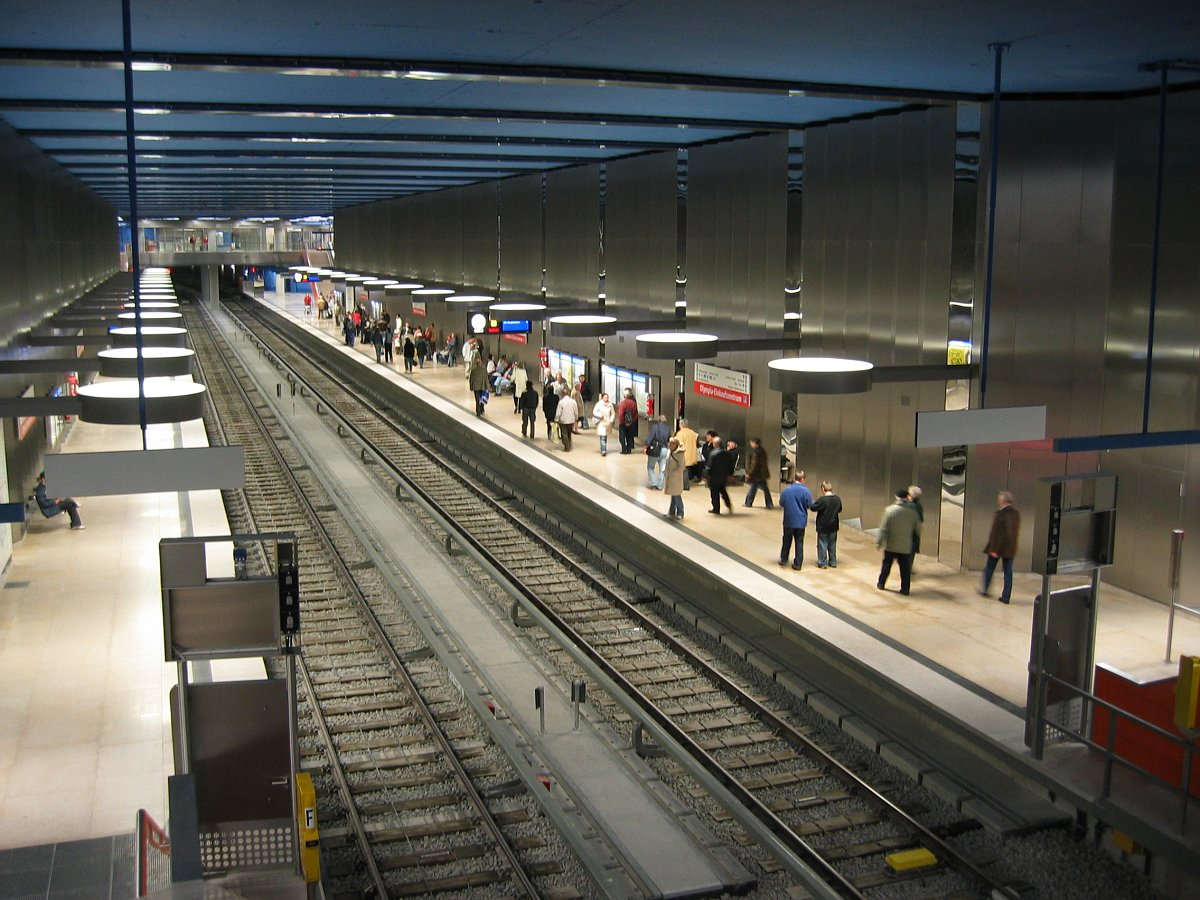
Station Olympia-Einkaufszentrum.
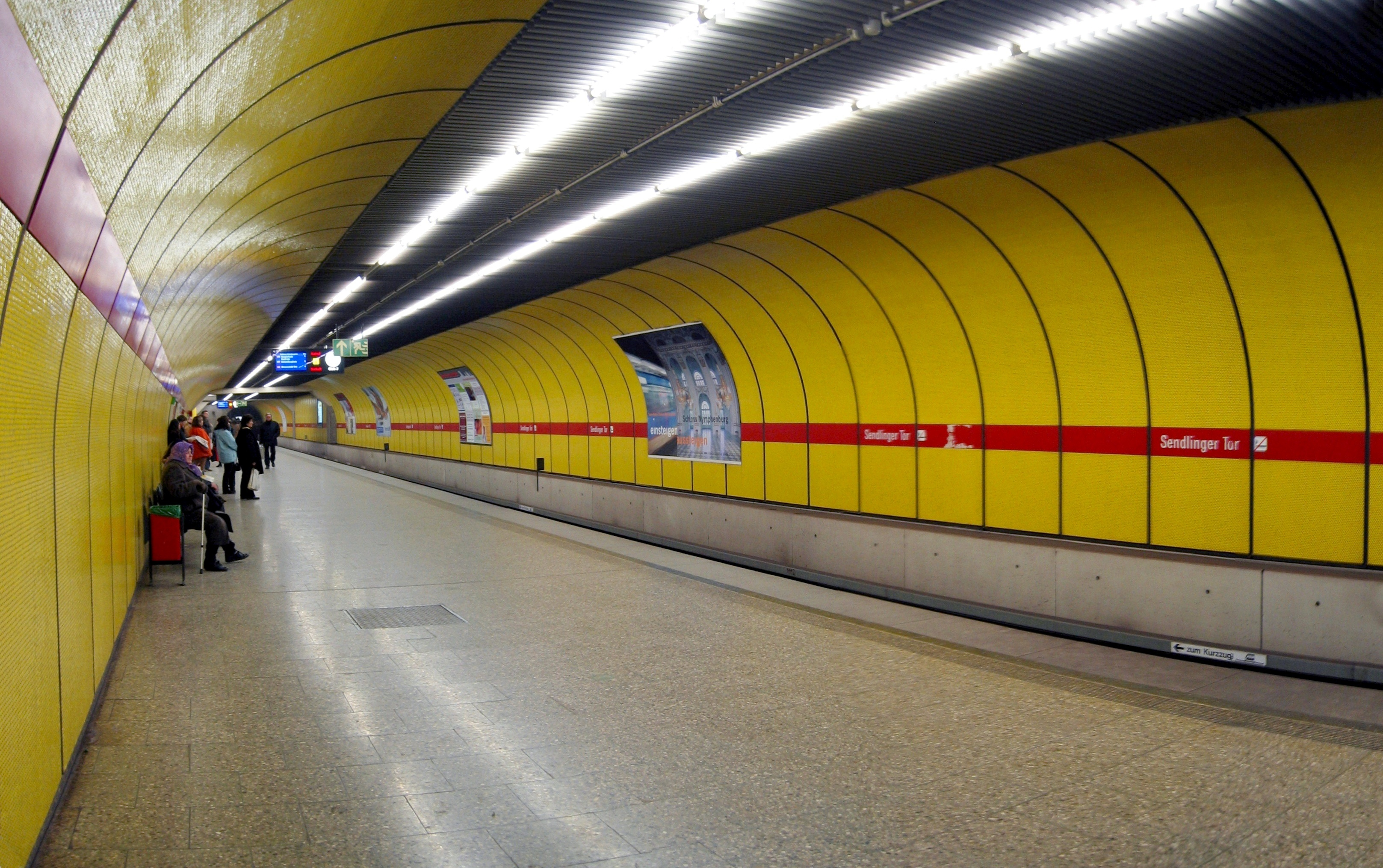
Plate-forme Sendlinger Tor U1/U2
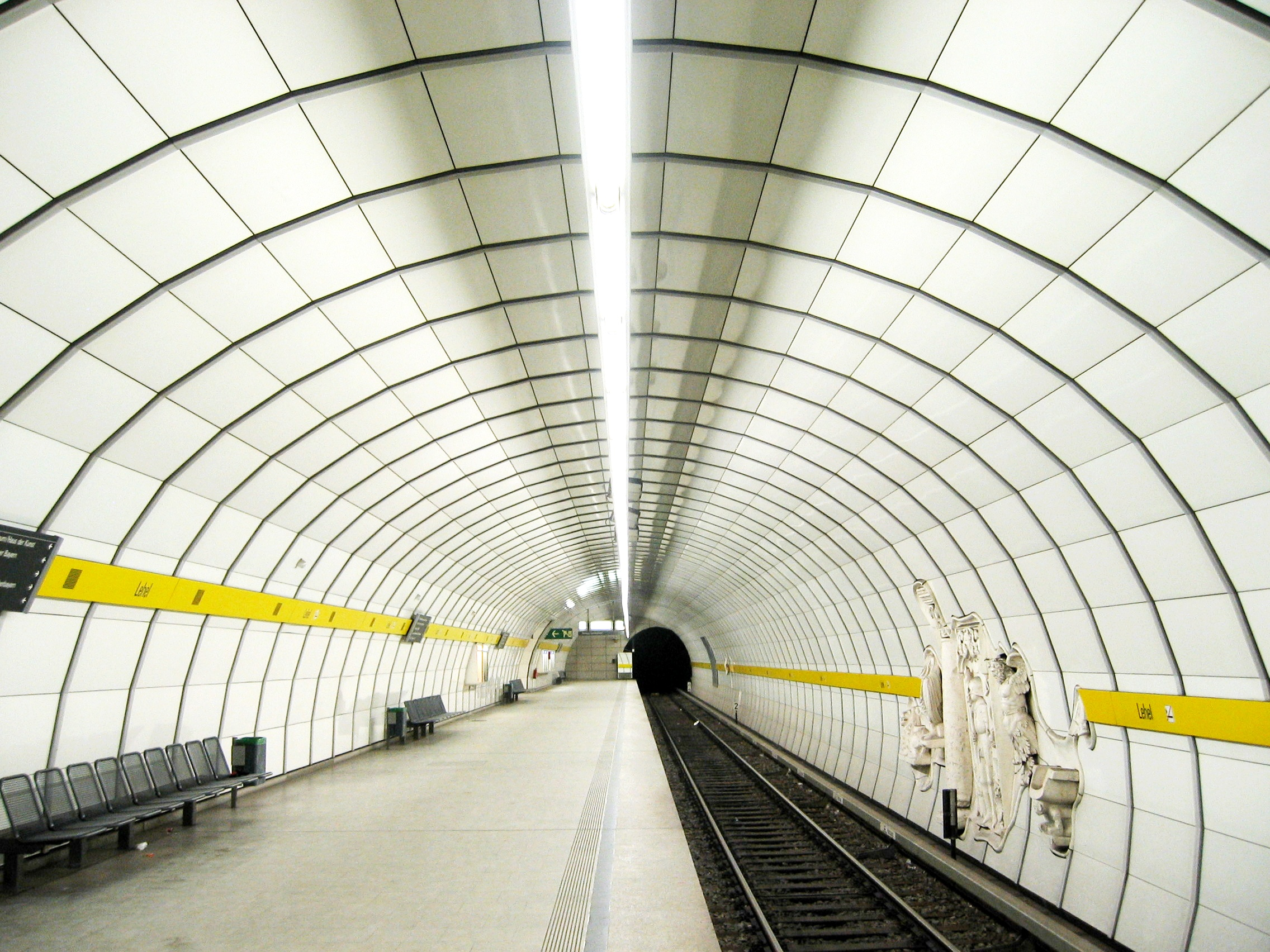
Station Lehel.
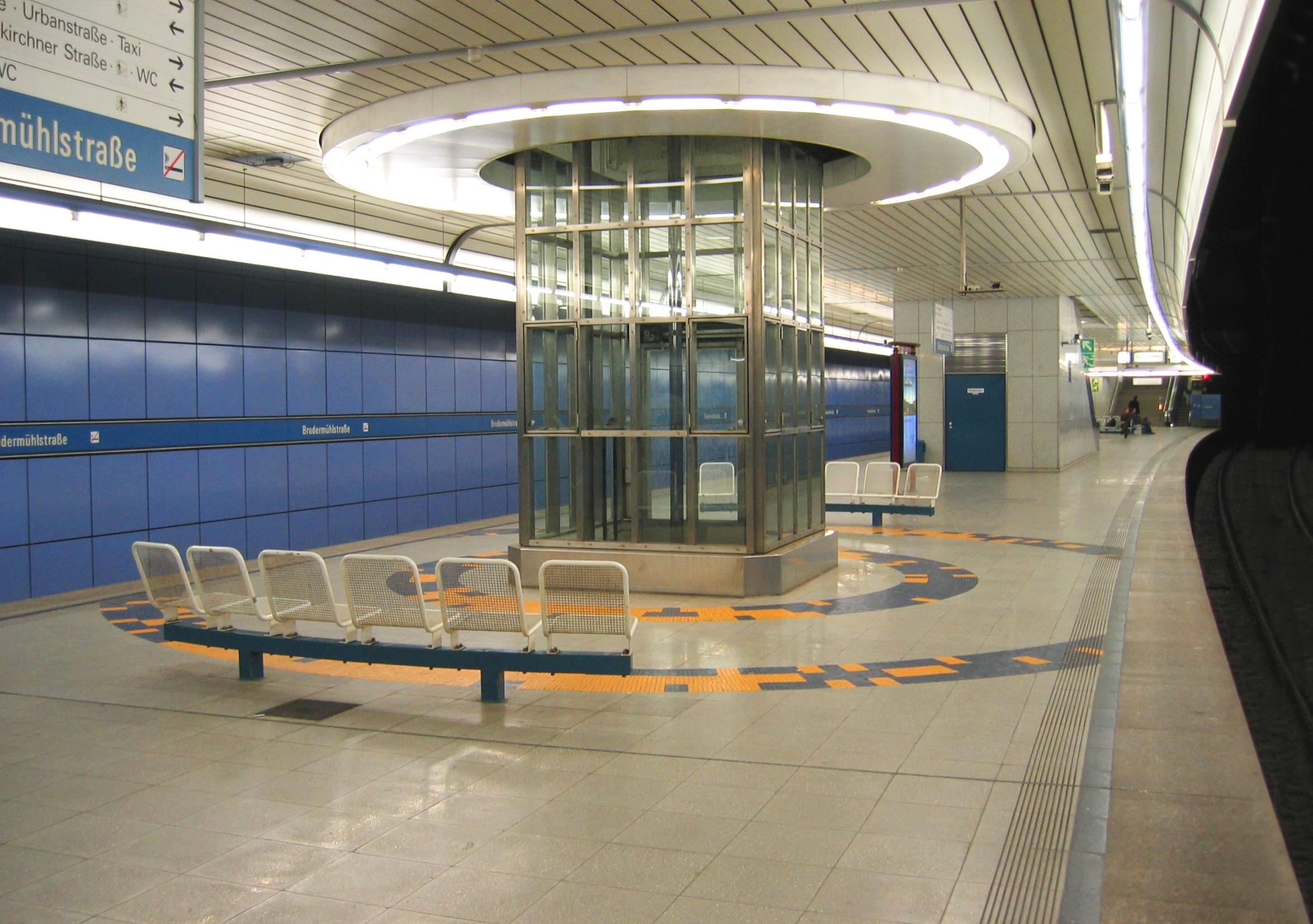
Station de la Brudermühlstraße.
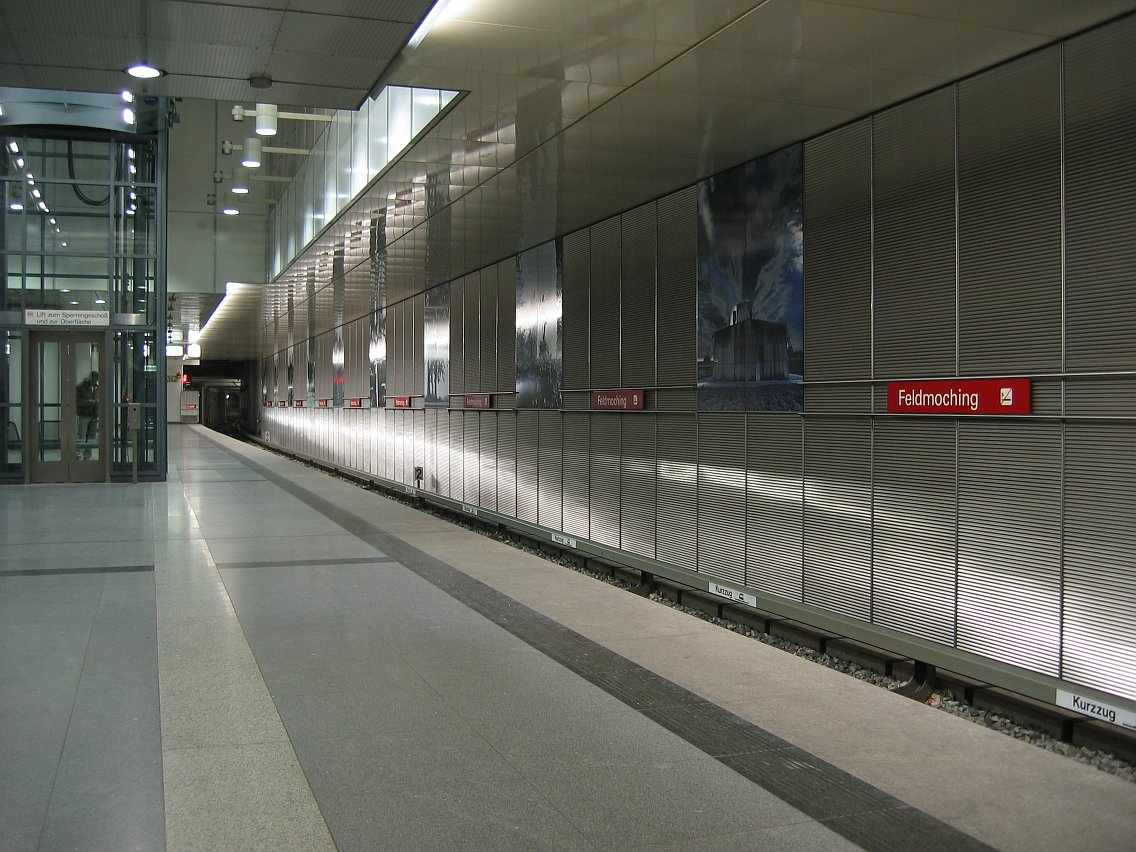
Station Feldmoching.

## Matériel roulant
| Type de véhicule | Type de véhicule | Livraison   | Suppression | Fabricant                           | Nombre | Nombre de places assies | Nombre de voitures par rame | Illustration |
| ---------------- | ---------------- | ----------- | ----------- | ----------------------------------- | ------ | ----------------------- | --------------------------- | ------------ |
| MVG A            | MVG A            | 1971 – 1983 | en service  | MAN SE, Orenstein & Koppel, Adtranz | 194    | 98                      | 2                           |              |
| MVG B            | MVG B            | 1981 – 1995 | en service  | MAN SE, Deutsche Waggonbau          | 63     | 98                      | 2                           |              |
| MVG C            | C1               | 2002 – 2005 | en service  | Siemens                             | 18     | 252                     | 6                           |              |
| MVG C            | C2               | 2013 – 2024 | en service  | Siemens                             | 69     | 220                     | 6                           |              |